# A Rúa (Orense)
Pour les articles homonymes, voir A Rúa.
 (juillet 2011).
Si vous disposez d'ouvrages ou d'articles de référence ou si vous connaissez des sites web de qualité traitant du thème abordé ici, merci de compléter l'article en donnant les références utiles à sa vérifiabilité et en les liant à la section « Notes et références ».
 (juillet 2011).
A Rúa est un canton (municipio) de la comarque de Valdeorras, dans la province d'Orense, de la communauté autonome de Galice (Espagne). C'est aussi le nom de la petite ville, chef-lieu du canton.
Anciennement appelé San Esteban de Valdeorras, ce canton est traversé par le Sil, le plus important affluent du fleuve Miño.

## Histoire

### Époque pré-romaine
Son histoire est liée à la présence romaine dans la région et à la Voie XVIII. Cependant, la présence humaine a été mise en évidence par l'abondance de preuves archéologiques comme les "Mamoas" des monts de Cereixido et dans la Sierra da Enciña da Lastra (Rubiá), sites funéraires mégalithiques. Il existe aussi des représentations d'art rupestre, les pétroglyphes près de Valdegodos (Vilamartin de Valdeorras), à Petín et également à San Esteban de A Rúa Vella. Les toponymes appartenant à l'époque pré-romaine sont plus abondants, tels les "castros". On peut en voir les restes à Coyas, Pardollán, Quereño, Castelo, Portela do Trigal, O Castro, Xirimil, Xardoal, Cabanelas (Larouco), Sta. Maria, Valencia do Sil, Arnado, Mones, Chao do castro, Vilaseco, A Capilla (Vilela), Castrillón, (Fontei), A Coroa (A Rua Vella), Castrillón, A Coroa.
Les premières sources historiques au sujet de Valdeorras apparaissent dans l'Itinéraire d'Antonin, de Ravenate et de Ptolémée. C'est Pline qui nous donne le nom des habitants du lieu : « Gigurri » ou « Egurros ». Il s'agit d'un des 22 peuples qui dépendent de l'ancienne juridiction Asturicense, ayant pour capitale Astorga. Les « Guigurros », avec les « Calubrigensis », sont considérés comme étant les premiers habitants documentés de la région de Valdeorras. Le Forum Cigurrorum, ainsi nommé par les Romains, est localisé près du lieu-dit A Cigarrosa (A Rúa)à 19 milles de Nemetóbriga (A Pobra de Trives) et à 81 de Astúrica Augusta (Astorga) ; selon d'autres[Qui ?], leur capitale se trouvait à « Calubriga », près du lieu-dit appelé Calabagueiros (O Barco).

### Époque romaine
Avec l'arrivée des romains on assiste à la dispersion des habitants, habituellement concentrés dans les "castros". L'apparition de la Voie XVIII, qui apparait dans l'itinéraire d'Antonin, aussi connue comme "Via Nova" (milliaire de Titus et de Domitien de 80 apr. J.-C.).
Cette voie de communication traverse la région de Valdeorras du SO au NE selon l'itinéraire : Puente Bibei, codos de Larouco, Larouco, Freixido, Petín, puente Cigarrosa, Fontei, A Rúa Vella, San Miguel de Outeiro, Vilamartin, A Rodeleira, Arcos, A Proba, O Castro, pont de Córrego, Vilanova, pont de Regueiral, Rubiá, région du Marquesado, Robledo da Lastra et traverse les Pics de Oulego à travers Peña Tallada, Cabarcos et arrive à Bergidum Flavium.
Près de cette voie principale il existe d'autres secondaires, comme celle qui va de Freixido à Viana, celle qui allait de Freixido à hacia Montefurada et à Quiroga; celle qui de Cascallá descendait vers la rive droite du Galir jusqu'à Entoma et Sobradelo traversant A Pontoriga continuait vers A Medua, San Xusto, Puente Dgo. Flórez jusqu'à Las Médulas; celle qui depuis Pontenova (Sobradelo) continuait par Casaio vers les terres de Sanabria; ou celle qui depuis Sobradelo continuait par Candís, Millarouso et Viloira.
Les restes romains sont abondants, tels les ponts de Bibei, Cigarrosa, Rodeleira, Entoma, Córrego, Candís, A Pontoriga, A Médua, etc.; les pierres tombales de A Cigarrosa, Santurxo. Les pierres d'autel de Viloira; les gravures de Sta. María, les chapiteaux de A Rúa Vella, les mosaïques de A Cigarrosa, les sculptures de Freixido, de Viana, etc.
Les Gigurri furent employés comme auxiliaire dans l'Armée Romaine dans l'Aile I Gigorrum, ce qui présuppose un apport de 500 cavaliers, qui au début devaient être composés des propres Giguirri. Cependant un épigraphe du Castro de Cabanca nous révèle un décurion de cette compagnie, Iscascaen, du peuple des Tamagani, localisé dans la vallée de Vérin.

### Époque des Suèves et des Wisigoths
Des pièces de monnaie ont été frappées dans la région de "Gueurres”, sous les rois wisigoths VITERICO (603-610), SISEBUTO (612-621) et SUINTILA (621-631)- Les lieux où la monnaie a été battue étaient situés à GUEURRES -Valencia del Sil-, PINCIA -Pinza- et LAURUCLO -Larouco-.

### Époque médiévale
Le territoire de “Iorres” a successivement appartenu aux rois des Asturies, de Léon et de Galice. le roi concédait le fief à un de ses fidèles vassaux qui au départ était un comte puis "Tenente" et pour finir était un seigneur.
Le premier comte de Valdeorras fut Bernardo Gatoniz (apparait dans l'acte de la cathédrale de Saint-Jacques de Compostelle du 6 mai 899 approuvé par Alfonse III des Asturies).
Froila Diaz et ses descendants le remplace ensuite : Ramiro Froilaz, Rodrigo Fernández de Valduerna, et un autre Ramiro Froilaz. En 1336 Ramiro Flores de Guzmán (Ramiro Froilaz), dernier tenente de Valdeorras, tombe en disgrâce sous Alfonse XI de Castille. Le nouveau possesseur de la région est D. Pedro Fernández de Castro, désormais ces terres seront sous le pouvoir de la famille des Castro et ensuite sous celui de la Maison de Lemos.
La ville de O Castro devient la capitale administrative et politique de la vallée, un château est édifié qui sera pendant quatre siècles le centre politique de la région.
Dña. Juana de Castro (Maison de Lemos) se marie avec Dn. Luis Pimentel apparenté au marquisat de Villafranca, et ensuite la région passe au comté de Rivadavia (derniers possesseurs au XIXe siècle).

### Époque baroque et moderne
En 1624 est construit le sanctuaire d'As Ermitas, en remerciement de la guérison miraculeuse de l'évêque d'Astorga Sr. Mesia de Tovar, grâce à l'intersession de la Vierge d'As Ermitas lorsqu'il accomplissait sa visite pastorale de San Miguel de Bidueira.
Au XVIIIe siècle la région était composée des juridictions suivantes : Valdeorras, O Bolo, Larouco, San Vicente de Leira, Oulego, Robledo de la Lastra, Real, Porto, Veiga de Cascallá, Barrio y Castelo (bailliage de Aguiar), y Casaio y Lardeira (bailliage de Quintanilla de Cabrera).
Les magistrats de ces juridictions étaient : Un Alcalde Mayor, deux Alcaldes ordinaires, un Regidor, un Procurateur General-Síndico, un Alguacil Mayor, cinq procurateurs de causa et cinq greffiers. Charges électives, certains par les Comtes de Ribadavia et le restant par les natifs de la vallée.
À la suite de l'invasion napoléonienne, les troupes françaises arrivent dans la région en 1809 après la retraite des troupes anglo-espagnoles commandées par Crawford, Van Alten y le Marquis de la Romana. Les troupes d'invasion entrent dans la ville le 15 janvier 1809 sous le commandement du général Marchand se livrant durant deux jours au pillage dans la région. Ses habitants réagirent énergiquement sous les ordres des curés guérilleros : D. Juan Ramón Quiroga y Uria, su hermano Bernardo, D. José Neira, D. José Varela y Montero, D. José Barros et Neira, etc. (Caneda, 1989, p. 537).
Les troupes de Napoléon reviennent à la mi-juin 1809 lorsque Soult décide abandonner la Galice, 43 maisons sont incendiées à Petin, des témoignages d'une dure violence apparaissent à Fontey, Seadur et au sanctuaire d'As Ermitas qui devient une écurie pour les troupes.
L'abbé de Vilamartin, D. Antonio José Ruiz de Padrón, député libéral eut un rôle important aux Cortes de 1812 en défendant l'abolition du tribunal de l'Inquisition.
Le 1er septembre 1883 est ouverte la ligne ferroviaire Palencia-La Coruña, passant par A Rua de Valdeorras.
Le XXe siècle est conditionné par l'émigration en Amérique du Sud et à Cuba, et à la suite de la Guerre Civile et de ses conséquences en Europe et notamment en France.

## Climat

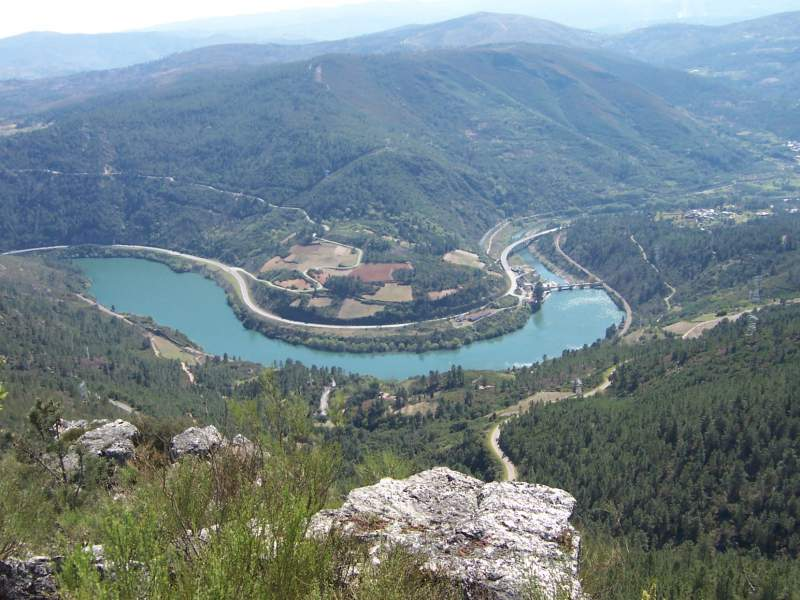
Le río Sil vue depuis le hameau de Roblido dans le canton de A Rúa.

Son climat se caractérise par des contrastes, non habituels dans l'ensemble de la Galice, avec des changements de température de 43 °C en été à - 7 °C (moyennes maximales des dernières années).

## Économie
Activité économique traditionnelle reconnue au niveau international : la viticulture ainsi que la commercialisation d'ardoise.

## Culture et patrimoine

### Pèlerinage de Compostelle
A Rúa est situé sur le Camino de Invierno, un des chemins secondaire du pèlerinage de Saint-Jacques-de-Compostelle qui commence à Ponferrada.

## Paroisses civiles
Le canton comporte trois paroisses civiles
- San Xoán de Roblido
- Santo Estevo da Rúa de Valdeorras
- San Xulián